# 城陽郵便局
城陽郵便局（じょうようゆうびんきょく）は、京都府城陽市にある郵便局。民営化前の分類では集配普通郵便局であった。

## 概要
住所：〒610-0199 京都府城陽市寺田袋尻27-2

## 沿革
- 1967年（昭和42年）2月13日 - 城陽郵便局として、久世郡城陽町に開局[1]。寺田郵便局[2] から集配業務、和文電報配達ならびに電話の加入および料金に関する簡易な事務を、また長池郵便局[3] から集配業務を移管。
- 1967年（昭和42年）8月1日 - 特定郵便局から普通郵便局に局種別改定。
- 1968年（昭和43年）3月24日 - 和文電報配達および電話簡易営業事務を城陽電報電話局に移管。
- 1994年（平成6年）2月14日 - 局舎建替完了に伴い新局舎にて業務開始[4]。
- 1999年（平成11年） - 外国通貨の両替および旅行小切手の売買に関する業務取扱を開始。
- 2007年（平成19年）10月1日 - 民営化に伴い、併設された郵便事業城陽支店に一部業務を移管。
- 2012年（平成24年）10月1日 - 日本郵便株式会社の発足に伴い、郵便事業城陽支店を城陽郵便局に統合。

## 取扱内容
- 郵便、印紙、ゆうパック、内容証明
- 貯金、為替、振替、振込、国際送金、国債、投資信託
- 生命保険、バイク自賠責保険
- ゆうちょ銀行ATM
- 「610-01xx」区域（城陽市内）の集配業務
- ゆうゆう窓口

## 周辺
- 城陽市役所
- 京都府立城陽高等学校
- 国道24号

## アクセス
- JR奈良線 城陽駅から徒歩約8分
- 近鉄京都線 寺田駅から徒歩約14分
- 城陽さんさんバス 城陽郵便局停留所すぐ
- 城陽市乗合タクシー 城陽郵便局停留所すぐ
- 京奈和自動車道 城陽ICから東へ約2km
- 駐車場あり：8台